# Mestanza
Mestanza là một đô thị thuộc Ciudad Real, Castile-La Mancha, Tây Ban Nha. Đô thị này có dân số là 894.

## Dân số
| 1991 | 1996  | 2001 | 2004 |
| ---- | ----- | ---- | ---- |
| 989  | 1.003 | 890  | 830  |